# Albion (Pennsylvanie)
Albion est un borough situé au sud-ouest du comté d'Érié, en Pennsylvanie, aux États-Unis,. En 2010, il comptait une population de 1 516 habitants. Il est incorporé en 1861.

## Démographie
Lors du recensement de 2010, le borough comptait une population de 1 516 habitants. Elle est estimée, en 2019, à 1 558 habitants.

### Source de la traduction
- (en) Cet article est partiellement ou en totalité issu de l’article de Wikipédia en anglais intitulé « Albion, Pennsylvania » (voir la liste des auteurs).